# 埃尔福
埃尔福（法語：Helfaut，法語發音：[ɛlfo]）是法国上法蘭西大區加来海峡省的一个市镇，属于圣奥梅尔区。

## 地理
埃尔福（50°41'52"N, 2°14'35"E）面积8.92 平方千米，位于法国上法蘭西大區加来海峡省，该省份为法国北部沿海省份，西北濒北海，南至索姆省，东临北部省。
与埃尔福接壤的市镇（或旧市镇、城区）包括：布朗代克、皮昂、维泽讷、埃克、阿利讷、厄兰盖姆、贝兰盖姆。

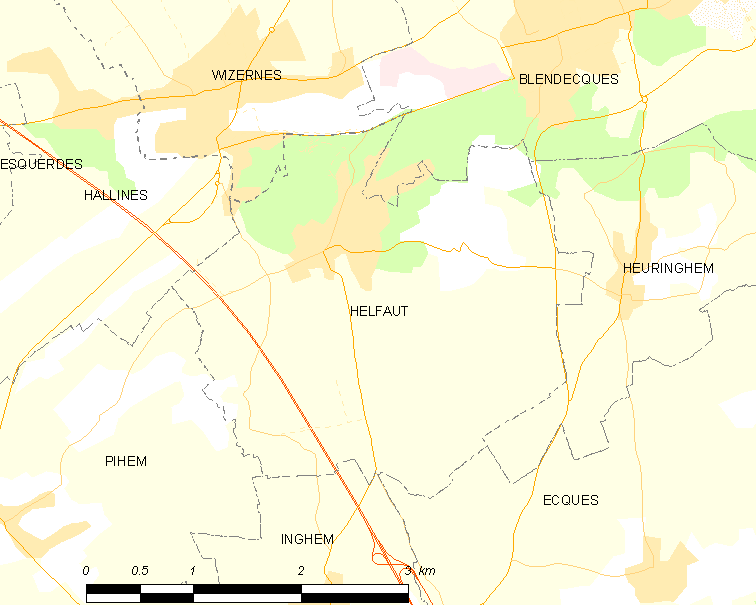
埃尔福的OSM定位图

埃尔福的时区为UTC+01:00、UTC+02:00（夏令时）。

## 行政
埃尔福的邮政编码为62570，INSEE市镇编码为62423。

## 政治
埃尔福所属的省级选区为隆格内斯县。

## 人口

1962-2008年间埃尔福人口变化图示

埃尔福于2022年1月1日时的人口数量为1728人。